# Сезон ФК «Динамо» (Київ) 1982

## Березень
Офіційний сезон 1982 року для київських динамівців розпочався матчами 1/4 Кубку європейських чемпіонів. За погодних умов перший матч 3 березня проводився не в Києві, а в Сімферополі. На початку матчу, на 21 хвилині, внаслідок старої травми був замінений захісник Безсонов. Кияни грали від оборони та мали слабкий функціональний стан початку сезону, тому не змогли перемогти на своєму полі.
Склад "Динамо": Чанов, Безсонов (Хапсалис, 21), Балтача, Журавлев, Дем'яненко, Лозинський, Буряк, Баль, Хлус, Веремеєв (Євтушенко, 72), Блохін.
Обзор матчу (української кінохроніки), 
обзор матчу (англійською).
| 3 березня 1982 19:00 9 °C, ясно |

| «Динамо» (Київ) | 0 – 0 | «Астон Вілла» |
| --------------- | ----- | ------------- |
|                 | Звіт  |               |

| «Локомотив» (Сімферополь) Глядачів: 30,000 Арбітр: Walter Eschweiler |

1. ↑  Советский спорт №51, 1982